# 路思·伊瑞葛來
路思·伊瑞葛來（法語：Luce Irigaray；1930年5月3日—；又譯伊希迦黑、伊利加里），比利時出生的法國女性主義者、哲學家、語言學家、精神病理學家、心理語言學家、社會學家。以《另一個女人的內視鏡》(1974)和《此性非一》(1977)等著作聞名。與克莉斯蒂娃、愛蓮·西蘇並肩為法國女性主義代表。

## 略歷
早年就讀於魯汶天主教大學，1954年取得學士學位，1956年取得碩士。1956年至1959年間，於布魯塞爾的一間中學任教。
1960年，伊瑞葛來赴巴黎，於巴黎大學攻讀心理學。1960年代，伊瑞葛來參與了拉岡的研討會。1964年起，伊瑞葛來於法國國家科學研究中心擔任研究職務。1968年取得博士學位。
1970年，於文森大學任教。1974年，因《另一個女人的內視鏡》，失去教職。
1980年代，伊瑞葛來與義大利女性主義者群體往來甚密。1990年代後，重心轉向宗教，省思如何確立兩性皆為主體。
伊瑞葛來的女性主義哲學常收到本質主義的批評，但她的差異哲學並未對女性特質是本質或建構有明確表態。

## 哲學

### 另一個女人的內視鏡
在第一部作品〈另一個女人的內視鏡〉中，伊瑞葛來重新審視西方哲學傳統的「同一」邏輯（a priori of the same）與陽形中心論（phallocentrism），批評了柏拉圖、康德、黑格爾等人。 哲學的主體論只能是從男性觀點出發，而女人在哲學傳統中，扮演男人的「鏡子」，成為男人映照中的她者。伊瑞葛來特別批評佛洛依德的精神分析如何誤現（mis-represent）女人形象。在〈精神分析的貧乏〉(Misère de la Psychanalyse, 1977)中，更批評了拉岡、薩福翁。

### 市場上的女人
伊瑞葛來1977年的作品《此性非一》第八章〈市場上的女人〉，從馬克思主義政治經濟學出發，主張在男人之間，女人亦同其他商品般是可交易的。伊瑞葛來認為整個社會建立在女人的交易上。女人的交換價值由社會評斷，而其使用價值由其自然品質決定。因此，女人自身可劃分成交換價值與使用價值，但女人只因交換價值而受追求。這套系統創造了三種女人：母親，基於使用價值；處女，基於交換價值；妓女，基於使用價值與交換價值。

### 女性神聖
在《性別與系譜》中，伊瑞葛來將焦點擺到基督宗教。伊瑞葛來認為傳統的基督宗教限制、否定了女性成聖的可能，而重新強調女性的神性，發掘神的母系系譜。

## 著作
- 《痴呆症的语言》(Le langage des déments, 1973)
- 《另一個女人的內視鏡》(Speculum de l'autre femme, 1974)
- 《此性非一》(Ce sexe qui n'en est pas un, 1977)
- 《尼采的海戀人》(Amante marine de Friedrich Nietzsche, 1980)
- 《基本情感》(Passions élémentaires, 1982.)
- 《海德格對空氣的遺忘》(L'oubli de 'air – chez Martin Heidegger, 1983)
- 《性別差異的倫理》(Éthique de la différence sexuelle, 1984)
- 《言談從未中立過》(Parler n’est jamais neutre, 1985)
- 《性別與系譜》(Sexes et Parentés, 1987)
- ,  1997.
- 《東西之間：從單人到群體》(Entre Orient Et Occident: de La Singularite a la Communaute, 1999)
- , 2002
- , 2004
- , 2016.